# Kim Song-jon
Kim Song-jon (* 16. dubna 1991) je korejská zápasnice-judistka.

## Sportovní kariéra
V jihokorejské seniorské reprezentaci se pohybuje od roku 2011, když v začátcích sekundovala ve střední váze do 70 kg Hwang Je-sul. Připravuje se na univerzitě v Jonginu. Po olympijském roce 2012 jako reprezentační jednička. V roce 2014 získala zlatou medaili na domácích Asijských hrách v Inčchonu. V roce 2016 se kvalifikovala na olympijské hry v Riu, ale roli favoritky na olympijskou medaili nezvládla. Prohrála v úvodním kole na wazari s Lindou Bolderovou z Izraele.

### Vítězství na mezinárodních turnajích
- 2012 - 1x světový pohár (Ulánbátar)
- 2013 - 1x světový pohár (Ulánbátar)
- 2014 - 1x světový pohár (Tchaj-pej)
- 2015 - 2x světový pohár (Tchaj-pej, Taškent)
- 2016 - 1x světový pohár (Paříž)

## Výsledky
| Olympijské hry    |    |   | — |    |    |     | úč. |     |  |  |  |  |  |  |  |  |  |  |  |  |  |
| Mistrovství světa | —  | — |   | 3. | —  | úč. |     | úč. |  |  |  |  |  |  |  |  |  |  |  |  |  |
| Asijské hry       | —  |   |   |    | 1. |     |     |     |  |  |  |  |  |  |  |  |  |  |  |  |  |
| Mistrovství Asie  |    | — | — | —  |    | —   | 2.  | 2.  |  |  |  |  |  |  |  |  |  |  |  |  |  |
| Univerziáda       |    | — |   | —  |    | 1.  |     | 3.  |  |  |  |  |  |  |  |  |  |  |  |  |  |
| MS juniorů        | 3. |   |   |    |    |     |     |     |  |  |  |  |  |  |  |  |  |  |  |  |  |